# Resultados do Carnaval de Porto Alegre em 1988
Resultados do Carnaval de Porto Alegre em 1988. O grupo principal foi vencido pela escola Imperadores do Samba que apresentou o enredo, Das Glórias dos Gramados, Apoteose da Alegria, um Rei entre Imperadores.

## Grupo I
| Colocação | Escola                    | Pontuação | Nota      | Ref.  |
| --------- | ------------------------- | --------- | --------- | ----- |
| 1º        | Imperadores do Samba      | 154       |           | [ 1 ] |
| 2º        | Bambas da Orgia           | 153       |           | [ 1 ] |
| 3º        | Estado Maior da Restinga  | 152       |           | [ 1 ] |
| 4º        | Império da Zona Norte     | 149       |           | [ 1 ] |
| 5º        | Academia de Samba Praiana | 131       |           | [ 1 ] |
| 6º        | Acadêmicos da Orgia       | 128       |           | [ 1 ] |
| 7º        | Garotos da Orgia          | 125       | Rebaixada | [ 1 ] |

## Grupo II
| Colocação | Escola                      | Pontuação | Nota      | Ref.  |
| --------- | --------------------------- | --------- | --------- | ----- |
| 1º        | Academia de Samba Relâmpago | 153       |           | [ 1 ] |
| 2º        | União da Vila do IAPI       | 138       |           | [ 1 ] |
| 3º        | Imperatriz Dona Leopoldina  | 135       |           | [ 1 ] |
| 4º        | Fidalgos e Aristocratas     | 124       |           | [ 1 ] |
| 5º        | Embaixadores do Ritmo       | 123       |           | [ 1 ] |
| 6º        | Beija-Flor do Sul           | 111       |           | [ 1 ] |
| 7º        | Academia Samba Puro         | 102       |           | [ 1 ] |
| 8º        | Realeza                     | 100       | Rebaixada | [ 1 ] |

## Grupo III
| Colocação | Escola                       | Pontuação | Ref.  |
| --------- | ---------------------------- | --------- | ----- |
| 1º        | Estação Primeira da Figueira | 137       | [ 1 ] |
| 2º        | Unidos de Vila Isabel        | 126       | [ 1 ] |
| 3º        | Unidos do Umbú               | 120       | [ 1 ] |
| 4º        | Filhos da Candinha           | 109       | [ 1 ] |
| 5º        | Portela                      | 100       | [ 1 ] |
| 6º        | Unidos da Zona Norte         | 90        | [ 1 ] |

## Tribos
| Colocação | Tribo        | Pontuação | Ref.  |
| --------- | ------------ | --------- | ----- |
| 1º        | Os Comanches | 150       | [ 1 ] |
| 2º        | Os Tapuias   | 121       | [ 1 ] |
| 3º        | Guaianazes   | 101       | [ 1 ] |